# Temporada 2000-01 de los Milwaukee Bucks
La temporada 2000-2001 fue la trigesimotercera de los Milwaukee Bucks en la NBA. La temporada regular acabó con 52 victorias y 30 derrotas, ocupando el segundo puesto de la Conferencia Este, clasificándose para los playoffs, en los que perdió en las finales de conferencia ante los Philadelphia 76ers.

## Elecciones en elDraft
| Ronda | Puesto | Jugador       | Posición | Nacionalidad   | Universidad  |
| ----- | ------ | ------------- | -------- | -------------- | ------------ |
| 1     | 15     | Jason Collier | Pívot    | Estados Unidos | Georgia Tech |
| 2     | 43     | Michael Redd  | Escolta  | Estados Unidos | Ohio State   |
| 2     | 49     | Jason Hart    | Base     | Estados Unidos | Syracuse     |

## Temporada regular
| División Central      | División Central | División Central | División Central | División Central | División Central | División Central | División Central | División Central |
| Equipo                | G                | P                | %                | PD               | Casa             | Fuera            | Div              |                  |
| --------------------- | ---------------- | ---------------- | ---------------- | ---------------- | ---------------- | ---------------- | ---------------- | ---------------- |
| y-Milwaukee Bucks     | 52               | 30               | .634             | –                | 31–10            | 21–20            | 19–9             |                  |
| x-Toronto Raptors     | 47               | 35               | .573             | 5                | 27–14            | 20–21            | 18–10            |                  |
| x-Charlotte Hornets   | 46               | 36               | .561             | 6                | 28–13            | 18–23            | 20–8             |                  |
| x-Indiana Pacers      | 41               | 41               | .500             | 11               | 26–15            | 15–26            | 15–13            |                  |
| e-Detroit Pistons     | 32               | 50               | .390             | 20               | 18-23            | 14–27            | 16–12            |                  |
| e-Cleveland Cavaliers | 30               | 52               | .366             | 22               | 20–21            | 10–31            | 11–17            |                  |
| e-Atlanta Hawks       | 25               | 57               | .305             | 27               | 18–23            | 7–34             | 9–19             |                  |
| e-Chicago Bulls       | 15               | 67               | .183             | 37               | 10–31            | 5–36             | 4–24             |                  |

## Playoffs

### Primera ronda
Milwaukee Bucks vs. Orlando Magic
| Fecha       | Partido                                | Ciudad    |
| ----------- | -------------------------------------- | --------- |
| 22 de abril | Milwaukee Bucks 103, Orlando Magic 90  | Milwaukee |
| 25 de abril | Milwaukee Bucks 103, Orlando Magic 96  | Milwaukee |
| 28 de abril | Orlando Magic 121, Milwaukee Bucks 116 | Orlando   |
| 1 de mayo   | Orlando Magic 104, Milwaukee Bucks 112 | Orlando   |
|             | Milwaukee Bucks gana las series 3-1    |           |

### Semifinales de conferencia
Milwaukee Bucks  vs. Charlotte Hornets
| Fecha      | Partido                                   | Ciudad    |
| ---------- | ----------------------------------------- | --------- |
| 6 de mayo  | Milwaukee Bucks 104, Charlotte Hornets 92 | Milwaukee |
| 8 de mayo  | Milwaukee Bucks 91, Charlotte Hornets 90  | Milwaukee |
| 10 de mayo | Charlotte Hornets 102, Milwaukee Bucks 92 | Charlotte |
| 13 de mayo | Charlotte Hornets 85, Milwaukee Bucks 78  | Charlotte |
| 15 de mayo | Milwaukee Bucks 86, Charlotte Hornets 94  | Milwaukee |
| 17 de mayo | Charlotte Hornets 97, Milwaukee Bucks 104 | Charlotte |
| 20 de mayo | Milwaukee Bucks 104, Charlotte Hornets 95 | Milwaukee |
|            | Milwaukee Bucks gana las series 4-3       |           |

### Finales de Conferencia
Philadelphia 76ers vs. Milwaukee Bucks
| Fecha      | Partido                                     | Ciudad     |
| ---------- | ------------------------------------------- | ---------- |
| 22 de mayo | Philadelphia 76ers 93, Milwaukee Bucks 85   | Filadelfia |
| 23 de mayo | Philadelphia 76ers 78, Milwaukee Bucks 92   | Filadelfia |
| 26 de mayo | Milwaukee Bucks 80, Philadelphia 76ers 74   | Milwaukee  |
| 28 de mayo | Milwaukee Bucks 83, Philadelphia 76ers 89   | Milwaukee  |
| 30 de mayo | Philadelphia 76ers 89, Milwaukee Bucks 88   | Filadelfia |
| 1 de junio | Milwaukee Bucks 110, Philadelphia 76ers 100 | Milwaukee  |
| 3 de junio | Philadelphia 76ers 108, Milwaukee Bucks 91  | Filadelfia |
|            | Philadelphia 76ers gana las series 4-3      |            |

## Estadísticas

### Temporada regular
| Jugador        | PJ | PT | MPP  | %TC   | %3P  | %TL  | RPP | APP | ROB | TPP | PPP  |
| -------------- | -- | -- | ---- | ----- | ---- | ---- | --- | --- | --- | --- | ---- |
| Ray Allen      | 82 | 82 | 38.2 | 48.0  | 43.3 | 88.8 | 5.2 | 4.6 | 1.5 | 0.2 | 22.0 |
| Glenn Robinson | 76 | 74 | 37.0 | 46.8  | 29.9 | 82.0 | 6.9 | 3.3 | 1.1 | 0.8 | 22.0 |
| Sam Cassell    | 76 | 75 | 35.6 | 47.4  | 30.6 | 85.8 | 3.8 | 7.6 | 1.2 | 0.1 | 18.2 |
| Tim Thomas     | 76 | 16 | 27.4 | 43.0  | 41.2 | 77.1 | 4.1 | 1.8 | 1.0 | 0.6 | 12.6 |
| Lindsey Hunter | 82 | 5  | 24.4 | 38.1  | 37.3 | 80.2 | 2.1 | 2.7 | 1.2 | 0.1 | 10.1 |
| Jason Caffey   | 70 | 33 | 20.9 | 48.8  | 0.0  | 67.3 | 5.0 | 0.8 | 0.5 | 0.4 | 7.1  |
| Scott Williams | 66 | 31 | 19.3 | 47.4  | 25.0 | 85.7 | 5.5 | 0.5 | 0.7 | 0.5 | 6.1  |
| Darvin Ham     | 29 | 13 | 18.6 | 48.8  | 66.7 | 59.2 | 4.2 | 0.9 | 0.6 | 0.7 | 3.8  |
| Jerome Kersey  | 22 | 2  | 11.0 | 46.4  | 0.0  | 50.0 | 2.0 | 0.7 | 0.6 | 0.4 | 3.3  |
| Ervin Johnson  | 82 | 19 | 24.2 | 54.5  | 0.0  | 53.8 | 7.5 | 0.5 | 0.5 | 1.2 | 3.2  |
| Mark Pope      | 63 | 45 | 15.0 | 43.7  | 20.8 | 62.9 | 2.3 | 0.6 | 0.3 | 0.4 | 2.4  |
| Michael Redd   | 6  | 0  | 5.8  | 26.3  | 0.0  | 50.0 | 0.7 | 0.2 | 0.2 | 0.0 | 2.2  |
| Rafer Alston   | 37 | 2  | 7.8  | 35.7  | 26.7 | 69.2 | 0.8 | 1.8 | 0.4 | 0.0 | 2.1  |
| Jason Hart     | 1  | 0  | 10.0 | 100.0 | 0.0  | 0.0  | 0.0 | 1.0 | 0.0 | 0.0 | 2.0  |
| Joel Przybilla | 33 | 13 | 8.2  | 34.3  | 0.0  | 27.3 | 2.2 | 0.1 | 0.1 | 0.9 | 0.8  |

### Playoffs
| Jugador        | PJ | PT | MPP  | %TC  | %3P  | %TL  | RPP  | APP | ROB | TPP | PPP  |
| -------------- | -- | -- | ---- | ---- | ---- | ---- | ---- | --- | --- | --- | ---- |
| Ray Allen      | 18 | 18 | 42.7 | 47.7 | 47.9 | 91.9 | 4.1  | 6.0 | 1.3 | 0.6 | 25.1 |
| Glenn Robinson | 18 | 18 | 38.2 | 42.9 | 38.7 | 89.3 | 6.4  | 3.3 | 0.6 | 1.3 | 19.4 |
| Sam Cassell    | 18 | 18 | 37.9 | 39.6 | 33.3 | 86.6 | 4.6  | 6.7 | 1.1 | 0.2 | 17.4 |
| Tim Thomas     | 18 | 0  | 26.6 | 44.8 | 43.1 | 81.5 | 4.5  | 1.6 | 0.5 | 0.6 | 11.3 |
| Scott Williams | 17 | 17 | 22.2 | 49.2 | 0.0  | 57.1 | 7.2  | 0.7 | 0.6 | 1.4 | 7.9  |
| Ervin Johnson  | 18 | 10 | 32.1 | 57.4 | 0.0  | 62.5 | 10.8 | 0.6 | 0.5 | 2.1 | 5.4  |
| Jason Caffey   | 18 | 0  | 16.5 | 38.1 | 0.0  | 64.5 | 4.1  | 0.8 | 0.2 | 0.3 | 3.8  |
| Lindsey Hunter | 18 | 0  | 16.1 | 24.2 | 15.1 | 72.7 | 1.7  | 1.9 | 0.8 | 0.2 | 3.6  |
| Darvin Ham     | 14 | 6  | 9.4  | 60.0 | 0.0  | 55.0 | 1.4  | 0.4 | 0.3 | 0.5 | 2.1  |
| Mark Pope      | 6  | 3  | 7.7  | 50.0 | 0.0  | 0.0  | 2.0  | 0.3 | 0.3 | 0.0 | 1.7  |
| Joel Przybilla | 1  | 0  | 2.0  | 0.0  | 0.0  | 0.0  | 0.0  | 0.0 | 0.0 | 0.0 | 0.0  |
| Rafer Alston   | 5  | 0  | 1.6  | 0.0  | 0.0  | 0.0  | 0.0  | 0.2 | 0.0 | 0.0 | 0.0  |

## Galardones y récords
| Jugador/Entrenador | Galardón                               |
| Ray Allen          | 3.er Mejor quinteto de la NBA All-Star |
| Glenn Robinson     | All-Star                               |